# White Hill (Forest of Bowland)
Der White Hill ist ein Berg im Forest of Bowland in Lancashire, England. Der White Hill hat eine Schartenhöhe von 159 m bei einer Gesamthöhe von 544 m. Auf dem Gipfel des Berges befindet sich ein Trigonometrischer Punkt.
Im Mittelalter markierte der White Hill den nördlichsten Punkt der Lordship des Forest of Bowland.
Der Whitendale River sowie der River Hodder und sein Nebenfluss der Croasdale Brook entspringen am White Hill.

## Weblink
- White Hill auf hill-bagging.co.uk (online version of the Database of British and Irish Hills) (englisch)